# The Eldorado
The Eldorado es la más septentrional de las cuatro cooperativas de viviendas de lujo caracterizadas por tener dos torres, que enfrentan la parte oeste del Central Park en el Upper West Side de Nueva York. Se ubica en el n.º 300 de Central Park West. De estilo art déco, se ubica entre las calles W90 y W91, y tiene vistas del embalse Jacqueline Kennedy Onassis, situado también en Central Park.

## Historia
El nombre es una herencia del antiguo El Dorado, un bloque de apartamentos de ocho pisos que antes de 1902 ocupaba el espacio que ahora ocupa la parte delantera del edificio actual.
Entre los primeros inquilinos de El Dorado se encuentran el senador por Nueva York Royal Copeland; el rabino Stephen S.Wise, o Barney Pressman, fundador de la conocida tienda de ropa Barney's. Propietarios más recientes han sido Alec Baldwin, Faye Dunaway, Moby, Garrison Keillor, Tuesday Weld y Michael J. Fox.
El novelista Sinclair Lewis eligió el apartamento de una de las torres, ya que desde ella se apreciaba una vista que abarcaba todos los puentes de la ciudad en ese momento. Además, el edificio fue también la dirección ficticia de Marjorie Morningstar, la heroína de la novela homónima de Herman Wouk, escrita en 1955.

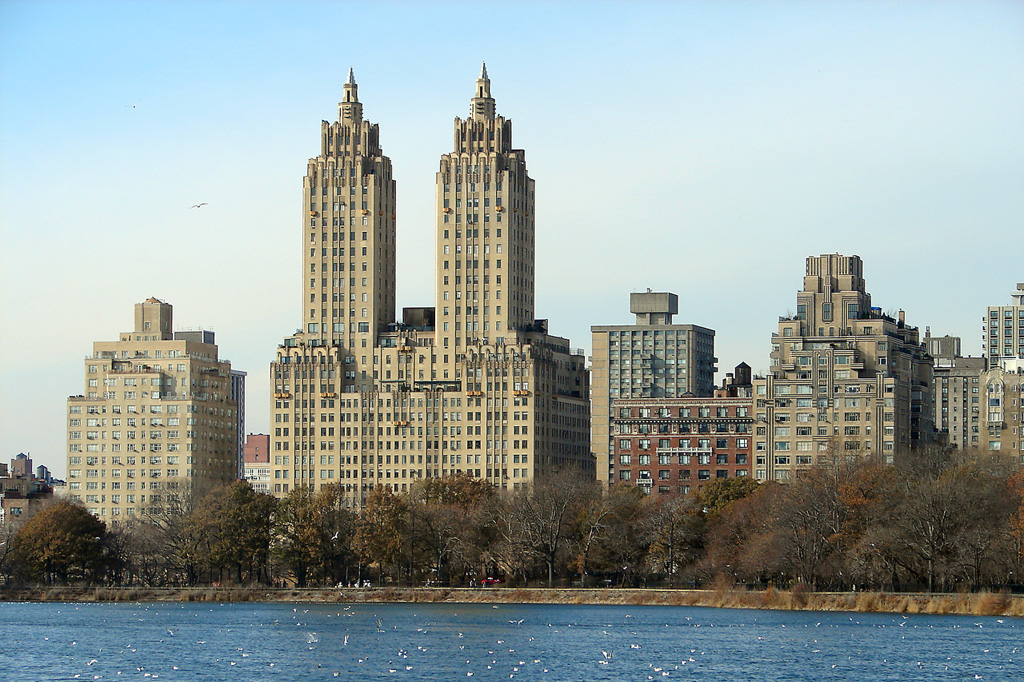
Edificio El Dorado, visto desde el embalse Jacqueline Kennedy Onassis en Central Park, contribuyendo al perfil de Central Park West.

## Arquitectura
El edificio tiene 30 pisos, y los más altos están en las dos torres independientes. Este diseño con dos torres, es compartido con otros edificios de Central Park West, como el San Remo, el Majestic, y el Century. Fue construido entre 1929 y 1931, según diseño de Margon & Holder. Los remates de metal que hay en las torres son un diseño de Emery Roth, en asociación con Margon & Holder.
El detalle futurista de El Dorado, así como su ornamentación geométrica, los patrones y materiales, y las texturas contrastantes, hacen del edificio una de las mejores estructuras de estilo art déco. La simétrica volumetría del edificio, junto a sus terrazas, lo hacen comparable al edificio Beresford, terminado en 1929, meses antes que se comenzara a trabajar en el diseño de El Dorado.